# Ertapenem
Ertapenem es un antibiótico del grupo de los derivados carbapenem, muy similar a meropenem que posee un grupo 1-β-metilo.

## Indicaciones
Ertapenem es efectivo contra bacterias Gram negativas. No es activo contra Staphylococcus aureus, enterococos resistentes a ampicilina, Pseudomonas aeruginosa o especies Acinetobacter. Ertapenem también tiene utilidad clínica contra bacterias anaerobias.
Ertapenem se ha comercializado como primera línea de tratamiento contra infecciones adquiridas en la comunidad. No debe usarse como tratamiento empírico para infecciones adquiridas en medio hospitalario, debido a su falta de actividad contra Pseudomonas aeruginosa. En la práctica, se reserva para utilizarlo contra gérmenes productores de betalactamasa de espectro extendido.

## Dosificación
Ertapenem se administra 1 g (cada vial de 1 g equivale a 1,046 g de ertapenem sódico) mediante inyección intravenosa durante 30  minutos, o 1 g diluido con 3,2 ml de lidocaína al 1% para administración intramuscular. No hay presentación oral disponible. Ertapenem no puede mezclarse con suero glusosado.

## Farmacología
Al contrario de imipenem y meropenem, ertapenem tiene una elevada afinidad por proteínas plasmáticas, lo que explica su larga vida media (4 horas).
Ertapenem es eliminado de forma primaria por riñones (80%). Metabolismo hepático no es clínicamente importante y no afecta a la dosificación.
A los pacientes en hemodiálisis se les debe administrar al menos 6 horas de la misma. Si transcurre menos tiempo se debe administrar una dosis adicional de 150 mg intravenosos tras la diálisis. La forma óptima de programar el tratamiento debe ser inmediatamente tras la diálisis.

## Efectos secundarios
Se han comunicado pocos efectos adversos a ertapenem. La única contraindicación absoluta es una reacción anafiláctica u otros antibióticos β-lactámicos. No se han realizado estudios en mujeres embarazadas, por lo que se desconoce su seguridad durante embarazo. No se recomienda en edad pediátrica. Al igual que otros antibióticos de amplio espectro se puede desarrollar colitis seudomembranosa por Clostridium difficile.

## Resistencia
La utilización de cualquier antibiótico se asocia a tasas de resistencia cada vez mayores (aunque la resistencia a carbapenem actualmente es rara). Existe una preocupación particular acerca de ertapenem al no tener actividad contra Pseudomonas aeruginosa, el amplio uso de ertapenem podría conducir a un aumento de resistencias contra la familia de antibióticos carbapenemes en caso de Pseudomonas.
Además puede producir taquicardia, no administre durante el embarazo